# Kana (rapperka)
Kana, vlastním jménem Marianna Alanen (* 1979) je finská rapová zpěvačka. Kariéru začala ve finské televizní show Popstars, obdobě soutěže Česko hledá superstar. Po skončení soutěže zahájila Kana sólovou kariéru.
Slovo „Kana“ ve finštině znamená slepice.

## Diskografie

### Alba
- wRAP (2003)

### Singly
- Kontti Norjaan (Container to Norway) (2003)
- Sanamainari/Sydän ja pää (Wordminer/Heart and Head) feat. Afrodite (2003)